# Pleiskirchen
Pleiskirchen település Németországban, azon belül Bajorországban. Lakosainak száma 2464 fő (2023. december 31.). Pleiskirchen Mitterskirchen, Geratskirchen és Reischach községekkel határos.

## Népesség
A település népessége az elmúlt években az alábbi módon változott:
| Lakosok száma | 2325 | 2223 | 2373 | 2367 | 2390 | 2407 | 2463 | 2454 | 2463 | 2464 |
|               | 1970 | 1975 | 2011 | 2012 | 2014 | 2015 | 2017 | 2019 | 2022 | 2023 |

## Fekvése
Pleiskirchen az erdős hegyekben, Altöttingtől 15 km-rel északra fekszik. Az Altöttingi kerület legészakibb és a terület legnagyobb települése.